# Éva Sztojkovics
Éva Ildikó Sztojkovics (Szigetvár, 11 dicembre 1964) è un'ex cestista ungherese.

## Carriera
Con l'Ungheria ha disputato due edizioni dei Campionati europei (1987, 1991), vincendo una medaglia di bronzo.